# Biangulypena
Biangulypena là một chi bướm đêm thuộc họ Erebidae.